# Réserve naturelle Cropani-Micone
La réserve naturelle Cropani-Micone (en italien : Riserva naturale Cropani - Micone) est une réserve naturelle de Calabre  officiellement créée le 13 juillet 1977. Elle est située dans les communes de Mongiana et Arena, dans la province de Vibo Valentia, et occupe une superfie de 235 ha,.

## Territoire
La réserve s'étend dans le bassin du torrent Allaro et protège une forêt dense comprise entre 900 et 1 200 mètres d'altitude dans le massif des Serres calabraises. Elle est adjacente à la riserva naturale Marchesale (it).

## Flore
La végétation est composée de châtaigniers, de pins noirs, d'aulnes communs, de hêtres et de sapins argentés. Le sous-bois est assez hétérogène.

## Faune
Parmi les mammifères : le sanglier, le putois, la belette, le blaireau, le lièvre commun, la martre et le renard.
Parmi les oiseaux : la grive musicienne, le faucon kobez, le héron cendré, le hibou moyen-duc et le Grand Corbeau.